# Уродилатин
Уродилатин (УРО) — это гормон, вызывающий натрийурез за счёт увеличения почечного кровотока. Он выделяется в ответ на повышение среднего артериального давления и увеличение объёма крови из клеток дистального канальца и собирательного протока. Он важен для олигурических пациентов (например, с острым повреждением почек и хронической почечной недостаточностью), так как снижает уровень креатинина в сыворотке крови и увеличивает выделение мочи.

### Взаимодействия
Предсердный натрийуретический пептид (ПНП, CDD/ANP-99-126) — гормональная система, играющая ключевую роль в регуляции водно-электролитного баланса.
Уродилатин (CDD/ANP-95-126) — структурный гомолог ПНП, отличающийся наличием дополнительных N-концевых аминокислот. В отличие от CDD/ANP-99-126, который секретируется в кровоток, уродилатин продуцируется в почках и выделяется в мочу.

### Физиологическая роль
Эндокринная функция сердца связана с миоэндокринными клетками, синтезирующими натрийуретические пептиды (НП). Эти гормоны обладают диуретическим, натрийуретическим и вазодилатирующим действием, регулируя реабсорбцию воды и натрия в почках.
С 1980-х годов изучается влияние НП на электролитный гомеостаз. При внутривенном введении уродилатин вызывает выраженный диурез и натрийурез с минимальными гемодинамическими побочными эффектами.

### Метаболизм и фармакология
Уродилатин, в отличие от ПНП, устойчив к действию нейтральной эндопептидазы (NEP), что повышает его терапевтический потенциал. Исследования показали, что NEP гидролизует ПНП в 2 раза быстрее, чем уродилатин.

### Клиническое значение
Уродилатин рассматривается как перспективный препарат для лечения острой почечной недостаточности, тогда как атриопептин (ANP-99-126) играет меньшую роль в физиологической регуляции экскреции натрия.

## Примечание
1. ↑  Gagelmann M, Hock D, Forssmann WG (June 1988). Urodilatin (CDD/ANP-95-126) is not biologically inactivated by a peptidase from dog kidney cortex membranes in contrast to atrial natriuretic peptide/cardiodilatin (α-hANP/CDD-99-126). FEBS Lett. 233 (2): 249–254. doi:10.1016/0014-5793(88)80436-8. PMID 2968281. S2CID 28895937.
2. ↑  Meyer M, Stief CG, Becker AJ, Truss MC, Taher A, Jonas U, Forssmann WG (1996). The renal paracrine peptide system—possible urologic implications of urodilatin. World J Urol. 14 (2): 249–254. doi:10.1007/BF00183118. PMID 8986039. S2CID 37318078.
3. ↑  Forssmann WG, Richter R, Meyer M (1998). The endocrine heart and natriuretic peptides: histochemistry, cell biology, and functional aspects of the renal urodilatin system. Histochem Cell Biol. 110 (4): 335–357. doi:10.1007/s004180050295. PMID 9792413. S2CID 9324731.
4. ↑  Meyer M, Schulz-Knappe P, Kuse ER, Hummel M, Hetzer R, Pichlmayr R, Forssmann WG (1995). Urodilatin. Use of a new peptide in intensive care. Anaesthesist. 44 (2): 81–91. doi:10.1007/s001010050135. PMID 7702187. S2CID 5706848.
5. ↑  Kuse ER, Meyer M, Constantin R, Oldhafer K, Schlitt HJ, Schulz-Knappe P, Uberbacher HJ, Pichlmayr R, Forssmann WG (1996). Urodilatin (INN: ularitide). A new peptide in the treatment of acute kidney failure following liver transplantation. Anaesthesist. 45 (4): 351–358. doi:10.1007/s001010050271. PMID 8702053. S2CID 34683941.
6. ↑  Goetz K, Drummer C, Zhu JL, Leadley R, Fiedler F, Gerzer R (1990). Evidence that urodilatin, rather than ANP, regulates renal sodium excretion. J Am Soc Nephrol. 1 (6): 867–874. doi:10.1681/ASN.V16867. PMID 1966524.
7. ↑  Abassi ZA, Golomb E, Agbaria R, Roller PP, Tate J, Keiser HR (1994). Hydrolysis of iodine labelled urodilatin and ANP by recombinant neutral endopeptidase EC. 3.4.24.11. Br J Pharmacol. 113 (1): 204–208. doi:10.1111/j.1476-5381.1994.tb16194.x. PMC 1510039. PMID 7812611.
8. ↑  Goetz KL (1993). Is urodilatin (rather than atriopeptin) the primary natriuretic peptide of the ANP family?. J Cardiovasc Pharmacol. 22 (Suppl 2): S91 – S93. doi:10.1097/00005344-199322002-00027. PMID 7508039.